# Regrets
«Regrets» (с фр. — «Сожаления») — песня французской певицы Милен Фармер, исполненная в дуэте с Жаном-Луи Мюра. Композиция написана лично Милен, композитором и продюсером выступил Лоран Бутонна. Песня была выпущена 29 июля 1991 года в качестве второго сингла с альбома L’Autre….

## История создания
«Regrets» стала первым дуэтом для Милен, и по её словам песня писалась «очень долго». Идея дуэта началась с «нерегулярной, но верной переписки» между Милен и Жаном на протяжении года. По воспоминаниям Мюра: «Однажды, в своем почтовом ящике я получил письмо от Милен. Она спрашивает меня хочу ли я спеть с ней. И я не мог поверить своим глазам — она дала мне свой номер телефона!». И наконец Жан позвонил Милен и они договорились о встрече в Париже.
Ещё в 1989 году Милен призналась, что ей нравится песни Жана-Луи Мюра и его альбом Cheyenne Automne. Он дал свое согласие после прослушивания демоверсии «Regrets», в которой Милен исполнила партии в два голоса — партию Жана более низким и глубоким голосом. В то время в различных интервью она говорила что считает Мюра своим «братом», «близнецом», «двойником» и «поэтом» и назвала их встречу «фантастической». То же самое говорил в СМИ и Жан-Луи, поэтому журнал «ОК» сделал свои сравнения в предыдущих интервью исполнителей. Однако по словам автора Эрвана Чуберре, что сложно понять — действительно ли этот дуэт был мотивирован искренней дружбой или бизнес-стратегией, учитывая что в то время и Милен, и Жан-Луи хотели пополнить армию своих поклонников. В 2004 году, французскому журналу «L’express», Мюра сказал что «Regrets» помогла в его карьере.

## Стихи и музыка
«Regrets» — это песня о любви между двумя людьми, которые находятся по разные стороны миров из-за смерти одного из них (Милен). Действительно, журнал Instant-Mag сказал, что песня связана с «темой любви и потери. Эта потеря неизгладимый след для второго, который находится в мире иллюзий, в надежде вернуть своё счастье, но только воспоминания позволяют насладиться этими теплыми отношениями».

## Музыкальное видео

### Производство
Клип «Regrets» был снят при поддержке Requiem Publishing и Heathcliff SA; продолжительность — 6 минут 17 секунд. Режиссёром стал Лоран Бутонна, который также являлся соавтором сценария, написанным самой Милен. Съёмки проходили спустя всего два дня после окончания съёмок клипа «Désenchantée», также в Будапеште, Венгрия, на заброшенном еврейском кладбище. Это был уже второй раз, когда Лоран и Милен используют еврейское кладбище в качестве декораций после отснятых кадров для Tour 1989 и «Ainsi soit je...». Бюджет составил (с переводом на современную валюту) примерно 35 000 евро. Трамвай, который появляется в начале и в конце клипа, был специально предоставлен для съёмок. Премьера «Regrets» состоялась 9 сентября в программе Stars 90 на телеканале TF1. В интервью, Жан-Луи объяснил что был приятно удивлён профессионализмом Бутонна во время съёмочного процесса.

### Оценки
Согласно анализу, проведенным журналом Instant-Mag, данное видео является «метафорой прошлого и сожалений о любви», а также «показывает очень прочную связь между двумя влюблённым, и неизбежность их разлуки: мы можем быть очень привязанным к кому-либо, но также с лёгкостью и потерять», «Фармер достигла „изящной печали“, которая живет в ее работах». Также согласно этому анализу, персонаж, исполняемый Жаном-Луи — живой и очень хочет встретиться со своей уже мёртвой любовью, сыгранной Милен. Это представляет собой переход между двумя мирами. Олень — представляет собой «символ сущности женщины», чертополох — «желание спровоцировать безусловную любовь с другим человеком», снег — «это мягкая, но смертельная изолирующая маска». По мнению биографа Бернарда Вайолета, Лоран Бутонна просто переложил песню на видеоряд, добавив в него личную эстетику, в данном случае стилизованную, слегка контрастную в чёрно-белых тонах.

## Критика
Песня получила положительные отзывы от критиков. Журнал Smash Hits назвал «Regrets» одной из лучших композиций альбома, и абсолютно заслуживающей первого места в Топ-10. Журнал Jeune et Jolie: «Волшебный и трогательный дуэт». ОК: «Отчаянно огорченный красотой». По словам Элии Хабиб, эксперта французских чартов, «„Regrets“ — это медленная песня, в которой голос Фармер и Мюра сливаются в унисон». Напротив, французский телеведущий Марк Тоеска, который представлял сингл-чарт, сказал что он не особо доволен композицией.

## Коммерческий успех
Несмотря на то что сингл «Regrets» был выпущен летом, его продажи были довольно удовлетворительными. Во французском чарте сингл стартовал с 20 по 24 августа 1991 года, и смог добраться до первой десятки и пробыть там в течение десяти недель подряд, включая пиковую позицию под номером #3 21 сентября, тем самым сингл пробыл в чарте 16 недель в Топ-50. «Regrets» получил статус серебряную сертификацию от Syndicat National de l'Édition Phonographique 19 декабря 1991 года, преодолев порог продаж в 250 000 копий. В Бельгии песня дебютировала под номером 22, вошла в первую десятку и находилась на втором месте в течение двух недель подряд. В общей сложности сингл пробыл девять недель в первой пятерке и 18 недель в топ-30. В 2018 году вышло переиздание сингла, поэтому песня вновь смогла войти во французский чарт, добравшись до #4 позиции.

## Список композиций[20]
- 7" single[21]

| №  | Название                       | Длительность |
| -- | ------------------------------ | ------------ |
| 1. | «Regrets» (single version)     | 4:45         |
| 2. | «Regrets» (classic bonus beat) | 4:50         |

- 7" maxi[22]

| №  | Название                        | Длительность |
| -- | ------------------------------- | ------------ |
| 1. | «Regrets» (extended club remix) | 7:13         |
| 2. | «Regrets» (sterger dub remix)   | 5:55         |

- CD maxi[23] / CD maxi - Limited edition with a pin's[24]

| №  | Название                        | Длительность |
| -- | ------------------------------- | ------------ |
| 1. | «Regrets» (single version)      | 4:45         |
| 2. | «Regrets» (extended club remix) | 7:13         |
| 3. | «Regrets» (sterger dub remix)   | 5:55         |

- Cassette (double length)[25]

| №  | Название                       | Длительность |
| -- | ------------------------------ | ------------ |
| 1. | «Regrets» (single version)     | 4:45         |
| 2. | «Regrets» (classic bonus beat) | 4:50         |

- 7" single - Promo (double length)[26]

| №  | Название                   | Длительность |
| -- | -------------------------- | ------------ |
| 1. | «Regrets» (single version) | 4:45         |

## Официальные версии
| Версия                             | Длина | Альбом                     | Ремикс        | Год  | Примечание |
| ---------------------------------- | ----- | -------------------------- | ------------- | ---- | --- |
| Album version                      | 5:10  | L'Autre...                 | —             | 1991 | |
| Single version                     | 4:45  | —                          | —             | 1991 | Укорочены вступительная и переходные части.                                                                                    |
| Classic bonus mix (single version) | 4:50  | —                          | Лоран Бутонна | 1991 | Голоса выведены на первый план, инструменты слышны практически эхом, фортепиано заменено на барабанную установку.              |
| Classic bonus mix (maxi version)   | 5:09  | —                          | Лоран Бутонна | 1991 | Голоса подчеркнуты, фортепиано заменено на барабанную установку.                                                               |
| Music video                        | 6:17  | L'Autre..., Music Videos I | —             | 1991 | |
| Extended club remix                | 7:13  | Dance Remixes              | Лоран Бутонна | 1991 | Версия содержит более длинную интродукцию, в которой оба исполнителя ведут диалог, слова в котором идут в реверсивном порядке. |
| Sterger dub mix                    | 5:56  | —                          | Лоран Бутонна | 1991 | Версия схожа на предыдущую. Название микса 'Sterger' является реверсом от слова 'Regrets'.                                     |
| Live version (2000)                | 5:12  | Mylenium Tour              | —             | 2000 | Сольная версия песни, без участия Мюра, исполнялась в туре Mylenium Tour.                                                      |

## Чарты
| Чарт (1991)                      | Пиковая позиция |
| -------------------------------- | --------------- |
| Belgian (Wallonia) Singles Chart | 2               |
| French SNEP Singles Chart        | 3               |
| Чарт (2018)                      | Пиковая позиция |
| French SNEP Singles Chart        | 4               |

## Продажи и сертификации
| Регион | Сертификация   | Продажи    |         |
| --- | -------------- | ---------- | ------- |
| | Франция (SNEP) | Серебряный | 250,000 |
| * Данные о продажах приведены только на основе сертификации. ^ Данные о тиражах приведены только на основе сертификации. |                |            |         |

## История релизов
| Регион          | Дата         | Формат                                |
| --------------- | ------------ | ------------------------------------- |
| Франция Бельгия | Июль 1991    | Promo 7" maxi                         |
| Франция Бельгия | 29 июля 1991 | 7" single, 7" maxi, CD maxi, Cassette |